# Veronica Escobar
Veronica Escobar (El Paso, 15 settembre 1969) è una politica statunitense, membro della Camera dei Rappresentanti per lo stato del Texas.

## Biografia
Nata a El Paso, Veronica Escobar studiò presso l'Università del Texas a El Paso e l'Università di New York. Lavorò come imprenditrice e docente, per poi rivestire la carica di giudice della contea di El Paso per due mandati. Coniugata con Michael Pleters, divenne madre di due figli.
Entrata in politica con il Partito Democratico, nel 2018 si candidò alla Camera dei Rappresentanti per il seggio lasciato dal compagno di partito Beto O'Rourke. Dopo essersi affermata nelle primarie, che per quel distretto congressuale estremamente favorevole ai democratici rappresentavano il reale terreno di battaglia, la Escobar vinse anche le elezioni generali. Divenne così la prima donna latinoamericana eletta al Congresso per lo stato del Texas, insieme alla collega Sylvia Garcia.
A livello ideologico, la Escobar si presenta come democratica progressista.